# SN 1993P
SN 1993P – supernowa typu Ic odkryta 18 maja 1993 roku w galaktyce A132925-3024. W momencie odkrycia miała maksymalną jasność 17,50m.